# 영순중학교
영순중학교는 경상북도 문경시 영순면에 있었던 공립 중학교이다.

## 연혁
- 1964년 3월 30일 : 개교
- 2009년 2월 28일 : 폐교

## 폐교 이후
폐교 이후, 영순중학교 자리에는 글로벌선진학교 문경캠퍼스가 2012년에 개교하였다.